# Arthur Link

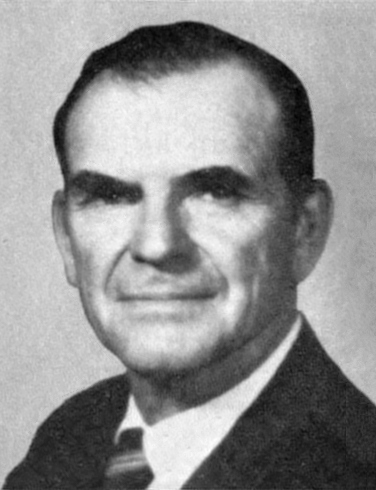
Arthur Link

Arthur Albert Link (* 24. Mai 1914 in Alexander, McKenzie County, North Dakota; † 1. Juni 2010 in Bismarck, North Dakota) war ein US-amerikanischer Politiker. Er war zwischen 1973 und 1981 der 27. Gouverneur des Bundesstaates North Dakota.

## Leben
Arthur Link besuchte die heutige North Dakota State University und begann dann eine langjährige Karriere im öffentlichen Dienst. 28 Jahre lang war er im Gemeinderat von Randolph in North Dakota, 21 Jahre gehörte er dem Wohlfahrtsausschuss (Welfare Board) im McKenzie County an. Zwischen 1946 und 1970 saß er im Repräsentantenhaus von North Dakota. Bis zum Jahr 1956 war er Mitglied der Republikanischen Partei, dann wechselte er zu den Demokraten. Im Jahr 1965 war er Parlamentspräsident (Speaker). Von 1970 bis 1972 war Link Abgeordneter im US-Repräsentantenhaus in Washington.
Im Jahr 1972 wurde er als Kandidat der Demokratischen Partei zum Gouverneur von North Dakota gewählt. Link trat sein neues Amt am 2. Januar 1973 an. Durch seine Wiederwahl im Jahr 1976 konnte er zwei zusammenhängende Amtszeiten absolvieren und bis zum 6. Januar 1981 im Amt bleiben. Als Gouverneur setzte sich Link für einen sorgfältigen Umgang mit den Bodenschätzen des Landes ein. Das war besonders wichtig, weil in dieser Zeit der allgemeinen Energiekrise einige seiner Landsleute die Ausbeutung der Kohlevorräte in North Dakota ins Gespräch brachten. In Links Amtszeit erlebte die Landwirtschaft einen bedeutenden Aufschwung. Der Gouverneur förderte auch den Handel und setzte sich für eine Verbesserung des Bildungswesens ein. Er war Mitglied zahlreicher Gouverneursvereinigungen.
Nach dem Ende seiner Amtszeit blieb Link politisch aktiv. Im Jahr 1984 stellte er sich an die Spitze einer Opposition gegen die Einführung einer staatlichen Lotterie. Ein Jahr später wurde er von Gouverneur George Sinner zum Vorsitzenden der Jahrhundertkommission (Centennial commission) ernannt, die die Jahrhundertfeier des Beitritts des Staates zur Union vorbereiten sollte.